# Gravskick

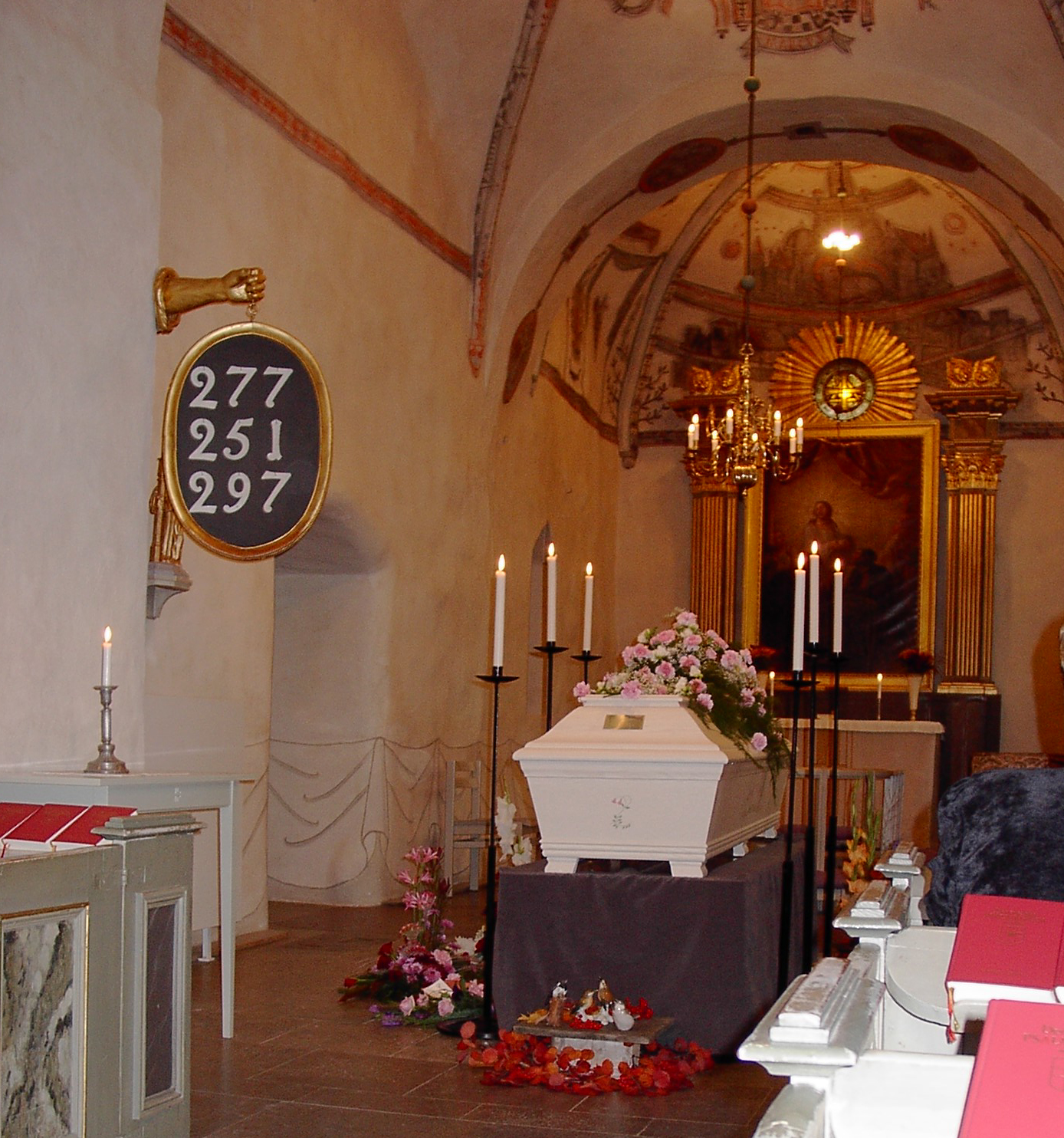
Kristen begravning med kista.

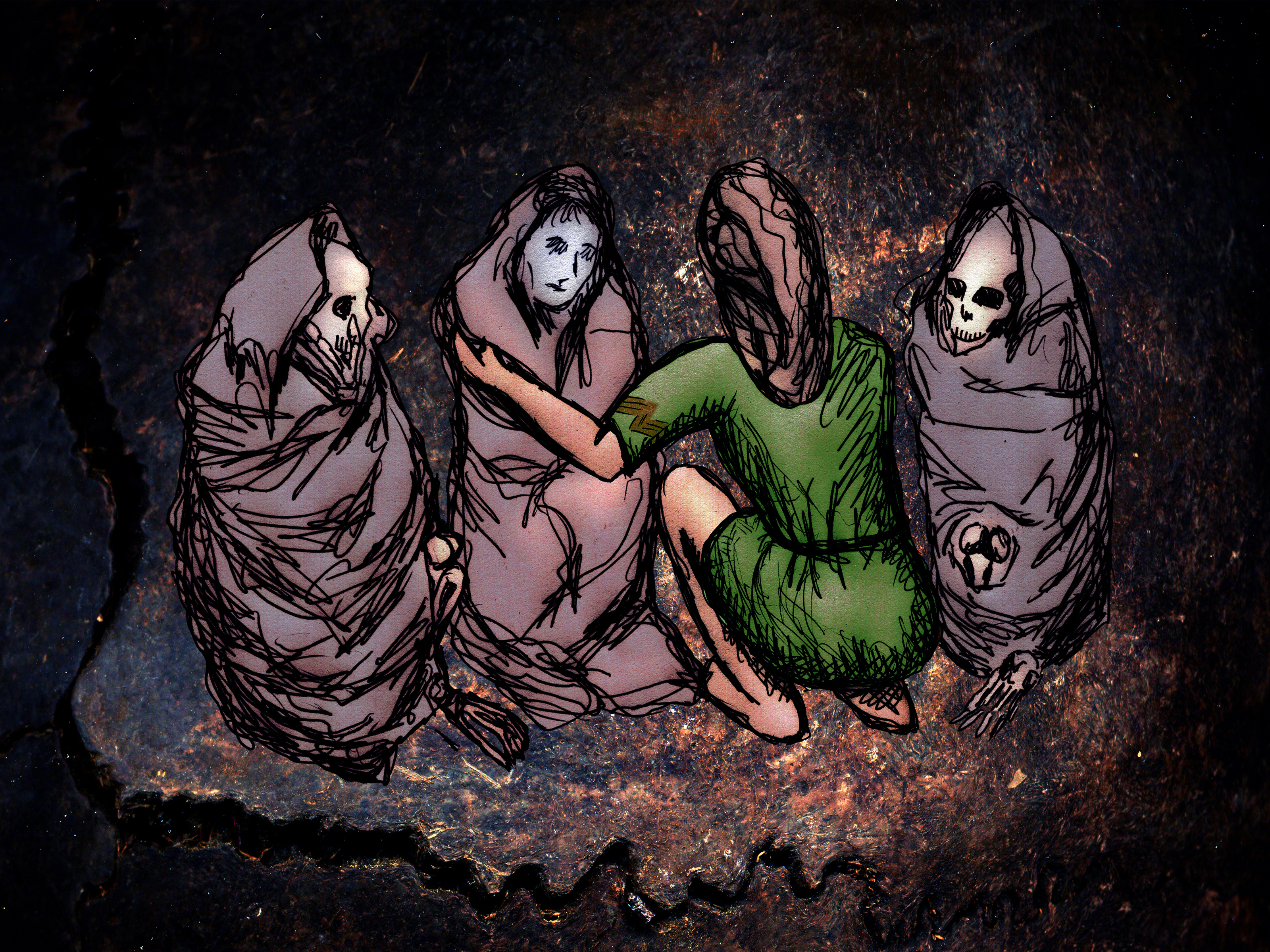
De döda placerades sittande i en gravkammare under bondestenåldern.

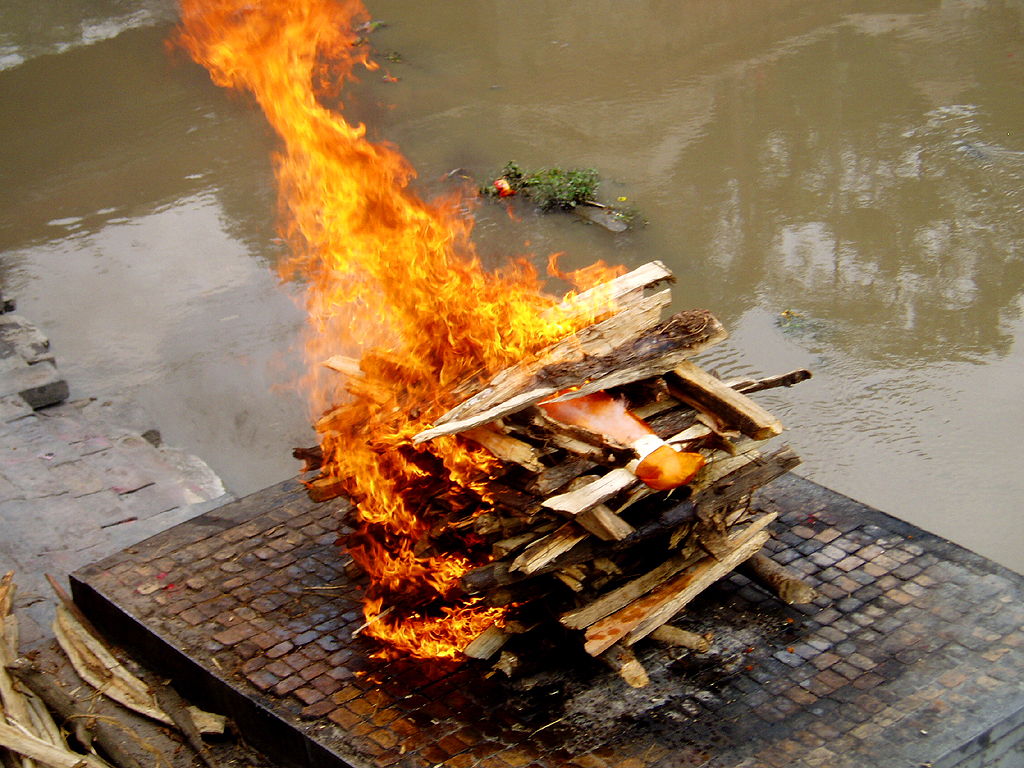
Kremering i Nepal.

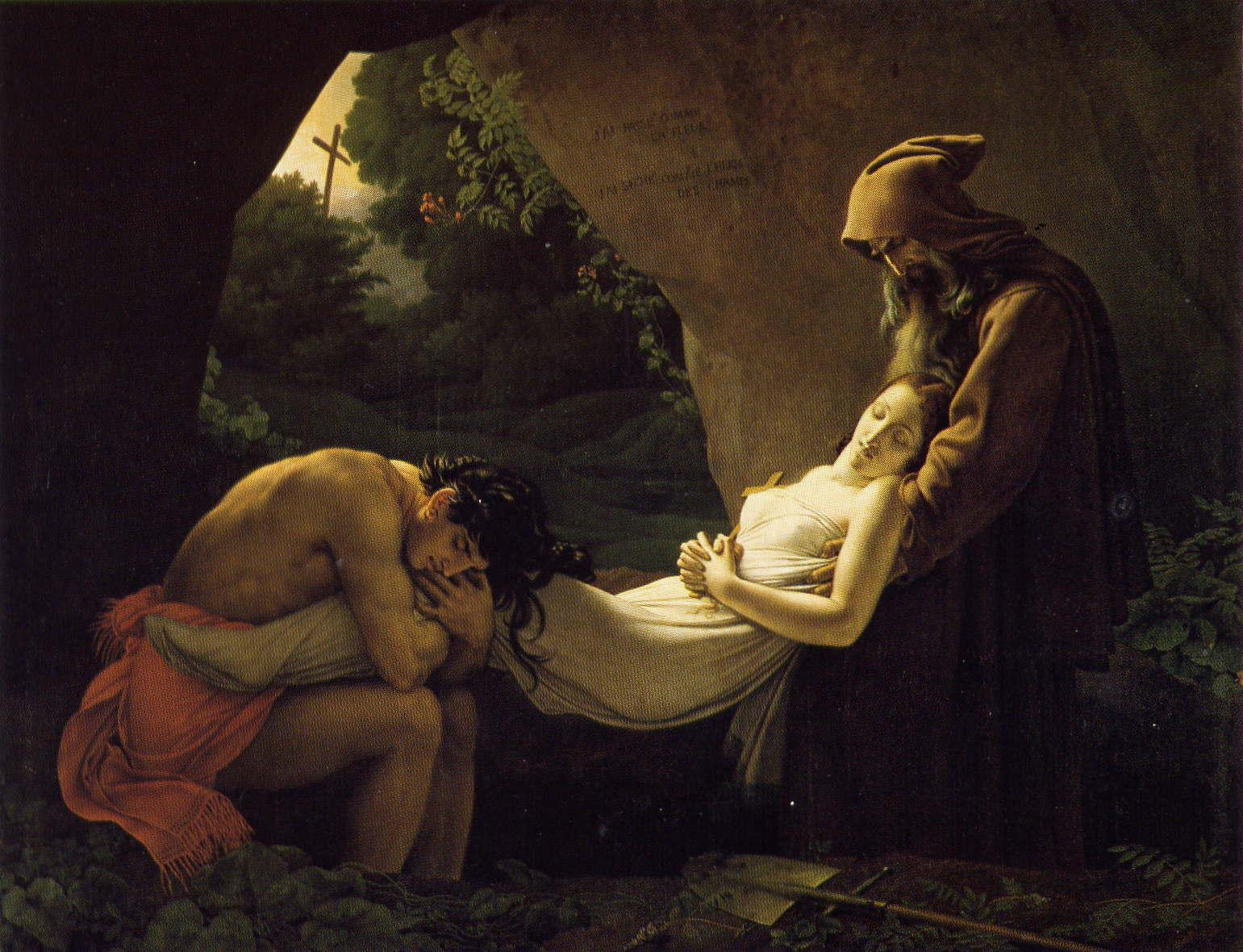
Omhändertagandet av döda människor har i alla tider varit omgivet av olika riter.

Gravskick är en term för de olika sätt som människor begraver sina döda anhöriga i olika kulturer, historiskt såväl som i nutid. Själva handlingen att begrava någon kallas gravsättning (till skillnad från jordfästning). Gravsättning inkluderar även utströende av avlidnas aska. Man säger att den avlidne kommer till sitt vilorum.
De huvudsakliga gravskicken genom tiderna har varit jordbegravning, placering i gravkammare, vattenbegravning, kremering följt av nedgrävning av askan i en urna eller askutströende, utläggande av lik, samt efterbegravning.

## Olika gravskick

### Kollektiva gravplatser
- Gravvalv
- Gravkor

- Begravningsplats
- Kyrkogård
- Gravfält
- Gravkammare
- Mausoleum
- Pyramid
- Efterbegravning
- Vattenbegravning
- Utläggande av lik

### Förhistoriska
- Långhög

- Dös

- Gånggrift
- Hällkista
- Stenkammargrav
- Gravhög
- Röse
- Urnegrav
- Brandgrav

- Stensättning
- Båtgrav
- Domarring
- Treudd
- Skeppssättning

### Begravningsriter
- Kyrklig begravning
- Borgerlig begravning
- Jordfästning
- Jordbegravning
- Kremering
- Begravningsritual
- Förfäderskult
- Minnesstund
- Begravningshögtid